# Zebrnjak
Zebrnjak (makedonsky Зебрњак) je hora v Severní Makedonii, v blízkosti města Kumanovo a vesnice Mlado Nagoričane. Její výška činí 510 m n. m., vypíná se zhruba 70 m nad okolní terén.
Známá je díky památníku, který připomínal Bitvu o Kumanovo během první balkánské války. Byl zde odhalen v roce 1937, jeho architektem byl Momir Korunović, interiér byl dekorován ikonami. Jednalo se o kamennou věž se čtvercovým půdorysem. Výška činila 48,5 m. Věž však existovala pouhých pět let; za druhé světové války byla zničena během bulharské okupace území dnešní Severní Makedonie.
Po skončení konfliktu věž nebyla obnovena a v současné době jsou dochované pouhé základy stavby. Ty jsou chráněny jako kulturní památka.
V současné době se na tomto vrcholu konají vzpomínkové akce připomínající Bitvu o Kumanovo u základů původní stavby.